# 速水春暁斎
速水 春暁斎（はやみ しゅんぎょうさい、明和4年〈1767年〉 - 文政6年7月10日〈1823年8月15日〉）とは、江戸時代後期の京都の浮世絵師、読本作者。

## 来歴
岡田玉山の門人、または竹原春朝斎の門人とされるが、円山応挙から絵を学んだともいわれている。京都の人で姓は速水、名は恒信（後に恒章）。幼名は鉄之助。通称は彦三郎。春暁、春暁斎と号す。生家は京都で代々日野屋という呉服商を営んでおり、13歳で四代目当主として家督を継いでいるが27歳で隠居、50歳のときに再び家督を継いでいる。室町通四条下ル東側、両替町通三条上ル東側に居住しこの地で没す。作画期は寛政12年（1800年）頃から文政にかけてで、文才があり自作の絵本や読本、実用書などを刊行し、またそれら著作の挿絵も数多く描いた。地誌、往来物、節用集、教訓書などの挿絵を残す。画風は岡田玉山に近いという。享年56。墓所は京都市中京区裏寺町通蛸薬師下ルの光徳寺。

## 作品
- 『絵本忠臣蔵』初編・後編　※初編は寛政12年（1800年）、後編は文化5年（1808年）刊行
- 『絵本武将勲功記』　※楢村長教作、享和元年（1801年）刊行
- 『絵本浅草霊験記』十巻　※文化3年（1806年）刊行 自画作
- 『年中行事大成』四巻5冊　※文化3年刊行
- 『絵本金花談』　※文化5年刊行
- 『都風俗化粧伝』三巻3冊　※佐山半七丸著、文化10年（1813年）刊行
- 『扁額軌範』　※初編 文政2年（1819年）の序文あり。2編は文政4年（1821年）の序文。春暁斎編、合川珉和、北川春成画
- 「文読美人図」　1幅